# سیندی لیما
سیندی لیما (اسپانیایی: Cindy Lima‎؛ زادهٔ ۲۱ ژوئن ۱۹۸۱) بازیکن بسکتبال زن اهل اسپانیا بود.
وی در مسابقات کشوری و بین‌المللی در مجموع برندهٔ ۱ مدال طلا، ۱ مدال نقره، ۲ مدال برنز شده‌است.